# Agracera
Se llama agracera a la parra cuyo fruto nunca llega a madurar. 
Generalmente sucede esto a las vides abandonadas que se conservan en los montes, cuyos sarmientos trepan por las encinas y otros árboles hasta las cimas más altas. Son algunas veces muy útiles, porque como son largos, delgados y flexibles, se añaden y anudan como las cuerdas y sirven de cabos para amarrar los barcos, para aros de cuba, etc. El fruto o uva de estas parras se llama agrazón. 